# Parafia św. Katarzyny w Świętej Katarzynie
Parafia św. Katarzyny w Świętej Katarzynie – parafia rzymskokatolicka, znajdująca się w diecezji kieleckiej, w dekanacie bodzentyńskim.
Założona została w 1995 roku, przez wydzielenie z parafii w Bodzentynie. W 2005 roku parafia liczyła 1363 wiernych.